# 始攀龙属
始攀龙属（学名：Eoscansor）是蜥代龙科的一属。

## 下属物种
本属包括以下物种：
- Eoscansor cobrensis Lucas, Rinehart, Celeskey, Berman & Henrici, 2022[1]